# Championnat du Kazakhstan de football 2016
Navigation
Premier-Liga 2015 Premier-Liga 2017
La saison 2016 de Premier-Liga kazakhe de football est la 25e édition de la première division kazakhe. Les douze meilleurs clubs du pays sont regroupés au sein d'une poule unique et s'affrontent deux fois, à domicile et à l'extérieur. Après 22 matches, deux poules sont formées suivant le classement, les six premiers s'affrontant sur de nouveaux matches aller-retour pour déterminer le champion et les participants aux coupe d'Europe, tandis que les six derniers s'affrontent pour déterminer le club relégué en division inférieure.
C'est le club du FK Astana, double tenant du titre, qui remporte à nouveau la compétition après avoir terminé en tête de la poule pour le titre, avec deux points d'avance sur le FC Kairat Almaty et vingt-quatre sur le FC Irtych Pavlodar. Il s'agit du troisième titre de champion du Kazakhstan de l'histoire du club.

## Qualifications continentales
Trois places sont qualificatives pour les compétitions européennes, la quatrième place étant celles du vainqueur de la Coupe du Kazakhstan 2016. À l'issue de la saison, le champion se qualifie pour le 2e tour de qualification des champions de la Ligue des champions 2017-2018. Alors que le vainqueur de la Coupe du Kazakhstan prend la première des trois places en Ligue Europa 2017-2018, les deux autres places reviennent au deuxième et au troisième du championnat, qualifié pour le premier tour de qualification. Aussi si le vainqueur de la coupe fait partie des trois premiers, les places sont décalées et la dernière place revient au finaliste de la coupe. Si ce dernier club fait lui-même partie des trois premiers, la dernière place revient au quatrième du championnat.

## Clubs participants
| \| Aktobe Astana Atyrau Pavlodar Taldykourgan Almaty Oural Kokchetaou Chymkent Karagandy Taraz Kostanaï \| Les 12 villes représentées lors de la saison 2016. |
| Aktobe Astana Atyrau Pavlodar Taldykourgan Almaty Oural Kokchetaou Chymkent Karagandy Taraz Kostanaï                                                          |

- FK Aktobe
- FK Astana
- FC Kairat Almaty
- FK Taraz
- FC Ordabasy Chymkent
- Shakhtyor Karagandy
- FK Atyrau
- FC Irtych Pavlodar
- FC Okjetpes Kokchetaou
- FC Jetyssou Taldykourgan
- FC Tobol Kostanaï
- FK Akzhayik Oural - Promu de D2

## Compétition
Les différents classements sont basés sur le barème de points classique (victoire à 3 points, match nul à 1, défaite à 0).

### Classement
| Rang | Équipe                   | Pts | J  | G  | N | P  | Bp | Bc | Diff |
| ---- | ------------------------ | --- | -- | -- | - | -- | -- | -- | ---- |
| 1    | FK AstanaT               | 53  | 22 | 17 | 2 | 3  | 34 | 14 | +20  |
| 2    | FC Kairat Almaty         | 46  | 22 | 14 | 4 | 4  | 50 | 22 | +28  |
| 3    | FC Irtych Pavlodar       | 41  | 22 | 12 | 5 | 5  | 37 | 18 | +19  |
| 4    | FC Okjetpes Kokchetaou   | 37  | 22 | 11 | 4 | 7  | 33 | 23 | +10  |
| 5    | FC Ordabasy Chymkent     | 33  | 22 | 9  | 6 | 7  | 26 | 27 | -1   |
| 6    | FK Aktobe                | 28  | 22 | 7  | 7 | 8  | 23 | 32 | -9   |
|      |                          |     |    |    |   |    |    |    |      |
| 7    | FK Atyrau                | 28  | 22 | 7  | 7 | 8  | 21 | 23 | -2   |
| 8    | FC Tobol Kostanaï        | 28  | 22 | 8  | 4 | 10 | 28 | 26 | +2   |
| 9    | FC Jetyssou Taldykourgan | 23  | 22 | 6  | 5 | 11 | 22 | 32 | -10  |
| 10   | Shakhtyor Karagandy      | 21  | 22 | 5  | 6 | 11 | 10 | 27 | -17  |
| 11   | FK Taraz                 | 19  | 22 | 5  | 4 | 13 | 22 | 30 | -8   |
| 12   | FK Akzhayik OuralP       | 11  | 22 | 3  | 2 | 17 | 12 | 44 | -32  |

| Légende : Qualifications | Légende : Qualifications                                                    |
| ------------------------ | --------------------------------------------------------------------------- |
|                          | Qualification pour la poule pour le titre                                   |
|                          | Participation à la poule de relégation                                      |
|                          | T : Tenant du titre P : Promu de D2 C : Vainqueur de la Coupe du Kazakhstan |

### Matchs
| Résultats (▼dom., ►ext.) | AKT | AKZ | AST | ATY | IRT | KRT | OKZ | ORD | SHA | TAR | TOB | ZHE |
| FK Aktobe                |     | 1-0 | 0-1 | 1-0 | 1-1 | 2-6 | 1-0 | 0-0 | 2-0 | 2-2 | 0-1 | 3-2 |
| FK Akzhayik Oural        | 0-0 |     | 1-5 | 0-4 | 0-3 | 2-1 | 0-2 | 0-1 | 0-1 | 2-1 | 0-5 | 1-2 |
| FK Astana                | 1-0 | 2-0 |     | 2-1 | 1-1 | 1-0 | 1-0 | 3-1 | 2-1 | 2-1 | 1-0 | 1-0 |
| FK Atyrau                | 1-1 | 2-0 | 1-0 |     | 0-1 | 0-1 | 2-1 | 2-2 | 0-0 | 1-0 | 0-0 | 1-0 |
| FC Irtych Pavlodar       | 4-1 | 0-0 | 2-2 | 3-0 |     | 2-3 | 1-0 | 2-0 | 0-0 | 2-1 | 3-1 | 3-1 |
| FC Kairat Almaty         | 3-0 | 3-2 | 1-0 | 5-2 | 1-0 |     | 6-0 | 2-2 | 0-0 | 3-1 | 3-2 | 2-0 |
| FC Okjetpes Kokchetaou   | 4-1 | 4-2 | 0-1 | 2-0 | 0-2 | 1-1 |     | 2-0 | 3-0 | 0-0 | 1-1 | 2-0 |
| FC Ordabasy Chymkent     | 3-1 | 1-0 | 1-3 | 2-1 | 2-0 | 1-0 | 2-2 |     | 2-0 | 0-3 | 2-2 | 0-1 |
| Shakhtyor Karagandy      | 0-2 | 3-1 | 2-0 | 0-0 | 0-2 | 0-5 | 0-1 | 0-0 |     | 0-1 | 1-0 | 0-0 |
| FK Taraz                 | 1-1 | 0-1 | 0-2 | 0-0 | 1-0 | 2-1 | 1-3 | 1-2 | 1-2 |     | 2-0 | 2-3 |
| FC Tobol Kostanaï        | 1-2 | 1-0 | 1-2 | 1-2 | 3-2 | 1-2 | 0-1 | 1-0 | 3-0 | 1-0 |     | 2-2 |
| FC Jetyssou Taldykourgan | 1-1 | 2-0 | 0-1 | 1-1 | 0-3 | 1-1 | 1-4 | 1-2 | 2-0 | 2-1 | 0-1 |     |

## Seconde phase
Toutes les équipes démarrent la seconde phase en conservant l'ensemble des points acquis à l'issue de la première phase.

### Poule pour le titre
| Rang | Équipe                 | Pts | J  | G  | N | P  | Bp | Bc | Diff |
| ---- | ---------------------- | --- | -- | -- | - | -- | -- | -- | ---- |
| 1    | FK Astana'T'C          | 73  | 32 | 23 | 4 | 5  | 47 | 21 | +26  |
| 2    | FC Kairat Almaty       | 71  | 32 | 22 | 5 | 5  | 75 | 30 | +45  |
| 3    | FC Irtych Pavlodar     | 49  | 32 | 14 | 7 | 11 | 52 | 36 | +16  |
| 4    | FC Ordabasy Chymkent   | 48  | 32 | 13 | 9 | 10 | 41 | 44 | -3   |
| 5    | FC Okjetpes Kokchetaou | 45  | 32 | 13 | 6 | 13 | 42 | 44 | -2   |
| 6    | FK Aktobe              | 36  | 32 | 9  | 9 | 14 | 37 | 52 | -15  |

|  | Qualification pour le 2e tour préliminaire de la Ligue des champions 2017-2018 |
|  | Qualification pour le 1er tour préliminaire de la Ligue Europa 2017-2018       |
|  | T : Tenant du titre C : Vainqueur de la Coupe du Kazakhstan                    |

### Poule de relégation
| Rang | Équipe                   | Pts | J  | G  | N | P  | Bp | Bc | Diff |
| ---- | ------------------------ | --- | -- | -- | - | -- | -- | -- | ---- |
| 7    | FC Tobol Kostanaï        | 41  | 32 | 12 | 5 | 15 | 40 | 40 | 0    |
| 8    | FK Atyrau                | 39  | 32 | 10 | 9 | 13 | 35 | 39 | -4   |
| 9    | Shakhtyor Karagandy      | 36  | 32 | 10 | 6 | 16 | 25 | 40 | -15  |
| 10   | FK Akzhayik OuralP       | 35  | 32 | 11 | 2 | 19 | 27 | 50 | -23  |
| 11   | FK Taraz                 | 35  | 32 | 10 | 5 | 17 | 33 | 42 | -9   |
| 12   | FC Jetyssou Taldykourgan | 31  | 32 | 8  | 7 | 17 | 37 | 53 | -16  |

|  | Qualification pour les barrages de relégation |
|  | Relégation en deuxième division               |
|  | P : Promu de deuxième division                |

### Barrage de relégation
| 5 novembre 2016 | FK Taraz | 0 - 3 | FC Altaï Semeï (D2)                                  | Astana Arena                                  |                                               |
| 15:00           |          |       | 4e (pen.) Shakin · 45e (pen.) Shaff · 51e Nurgaliyev | Spectateurs : 2 500 Arbitrage : Artyom Kuchin | Spectateurs : 2 500 Arbitrage : Artyom Kuchin |

- Le FC Altaï Semeï prend la place du FK Taraz parmi l'élite.

## Bilan de la saison
| Championnat du Kazakhstan de football 2016 |                          |
| Champion                                   | FK Astana (3e titre)     |
| Coupes et trophées                         |                          |
| Vainqueur de la Coupe du Kazakhstan 2016   | FK Astana                |
| Qualifications continentales               |                          |
| Ligue des champions 2017-2018              | FK Astana                |
| Ligue Europa 2017-2018                     | FC Kairat Almaty         |
| Ligue Europa 2017-2018                     | FC Irtych Pavlodar       |
| Ligue Europa 2017-2018                     | FC Ordabasy Chymkent     |
| Promotions et relégations                  |                          |
| Promus en Premier-Liga                     | FC Kaysar Kyzylorda      |
| Promus en Premier-Liga                     | FC Altaï Semeï           |
| Relégués en Pervaïa Liga                   | FC Jetyssou Taldykourgan |
| Relégués en Pervaïa Liga                   | FK Taraz                 |